# 緬因路球場
53°27′04.06″N 2°14′06.53″W / 53.4511278°N 2.2351472°W
緬因路球場（Maine Road）是位於英國曼徹斯特市的足球場，由落成的1923年至2003年間是曼城的主場。緬因路球場建於舊磚塊工廠的故址，於1923年啟用時稱為“北方溫布萊”（位於倫敦的溫布萊球場剛於數月前完成），可容納80,000名觀眾。
首場負於錫菲聯的比賽入場人數達56,993人。在二次大戰後，曼聯的主場老特拉福德球場因空襲遭部份破壞而停用，緬因路球場成為曼城與曼聯的共同主場。緬因路球場錄得最高入場人數是在1934年曼城在足總杯第六圈對史篤城，共有84,569名觀眾入場。緬因路球場曾成兩次成為英格蘭國際賽的主場，1946年11月13日對威爾斯及1949年11月16日世界盃外圍賽以9-2大破北愛爾蘭。緬因路球場關閉前最後一場比賽在2003年5月11日舉行，曼城以1-0見負於修咸頓，米高史雲遜射入緬因路最後的一球。
在2002-03年英超聯季後緬因路球場隨即被拆除，遺址將改建為住宅社區作為摩斯西迪及魯什爾姆的改善工程。

## 場地
很長時間緬因路球場擁有英格蘭最闊的場地，但是場地的闊度是經常因領隊的要求而轉變，以適應球隊的踢法。在拆卸前，場地面積是107 x 71米（117 x 77 2/3碼）。

## 外部連結
- .   [2005-07-27]. （原始内容存档于2012-01-01）.
- .   [2005-07-27]. （原始内容存档于2004-07-20）.